# Engeddia multisetosa
Engeddia multisetosa är en tvåvingeart som beskrevs av Kugler 1977. Engeddia multisetosa ingår i släktet Engeddia och familjen parasitflugor.
Artens utbredningsområde är Israel. Inga underarter finns listade i Catalogue of Life.